# Kanton Gensungen
Der Kanton Gensungen war eine Verwaltungseinheit im Distrikt Kassel des Departements der Fulda im napoleonischen Königreich Westphalen. Hauptort des Kantons und Sitz des Friedensgerichts war der Ort Gensungen, heute Stadtteil von Felsberg im Schwalm-Eder-Kreis. Der Kanton umfasste 16 Dörfer und Weiler und war bewohnt von 3.457 Einwohnern.
Die zum Kanton gehörigen Orte waren:

- Gensungen, mit Mittelhof und Kartause und Ziegelhütte
- Altenbrunslar
- Beuern und Sundhof
- Ellenberg, mit Breitenau
- Harle
- Hesserode, mit Helmshausen
- Heßlar
- Hilgershausen
- Melgershausen
- Mosheim
- Rhünda
- Unshausen